# Atocha (métro de Madrid)
Pour les articles homonymes, voir Atocha.
Atocha, anciennement Atocha-Renfe (de 1988 à 2022), est une station de la ligne 1 du métro de Madrid en Espagne. Elle est située sous l'avenue de la Ville de Barcelone, en limite des quartiers de Jerónimos et Atocha et des arrondissements du Retiro et d'Arganzuela, à Madrid. 
Elle est intégrée dans le centre d'échanges intermodal de la gare d'Atocha. 

## Situation sur le réseau

Plan du réseau.

Établie en souterrain, Atocha  est une station de passage de la ligne 1 du métro de Madrid. Elle est située entre la station Estación del Arte, en direction du terminus Pinar de Chamartín, et la station Menéndez Pelayo, en direction du terminus Valdecarros,. 
Elle dispose des deux voies de la ligne encadrées par deux quais latéraux. et est en correspondance directe, par des couloirs souterrains avec la gare ferroviaire d'Atocha.

## Histoire
La station, alors dénommée Atocha Renfe est mise en service le 24 juillet 1988 sur la ligne existante pour permettre un accès direct à la gare ferroviaire de la Renfe desservie jusqu'à présent par la station Atocha (renommée en 2018 Estación del Arte).
Le 16 février 2021, l'exploitant annonce un prochain changement de nom en Atocha-Constitución del 78. Mais le 1er février 2022, la station est renommée officiellement simplement Atocha, notamment du fait que le terme Renfe n'est plus adapté dans le cadre de la « déréglementation du secteur ferroviaire en Espagne », ce qui implique que d'autres opérateurs que Renfe Operadora peuvent fournir un service ferroviaire.

## Services aux voyageurs

### Accès et accueil
La station possède quatre accès équipés d'escaliers et d'escaliers mécaniques et un accès direct par ascenseurs depuis l'extérieur qui permet l'accessibilité de la station aux personnes à la mobilité réduite. Située en zone A, elle est ouverte de 6h00 à 1h30.

### Desserte
Atocha est desservie par les rames de la ligne 1 du métro de Madrid.

Installations et desserte
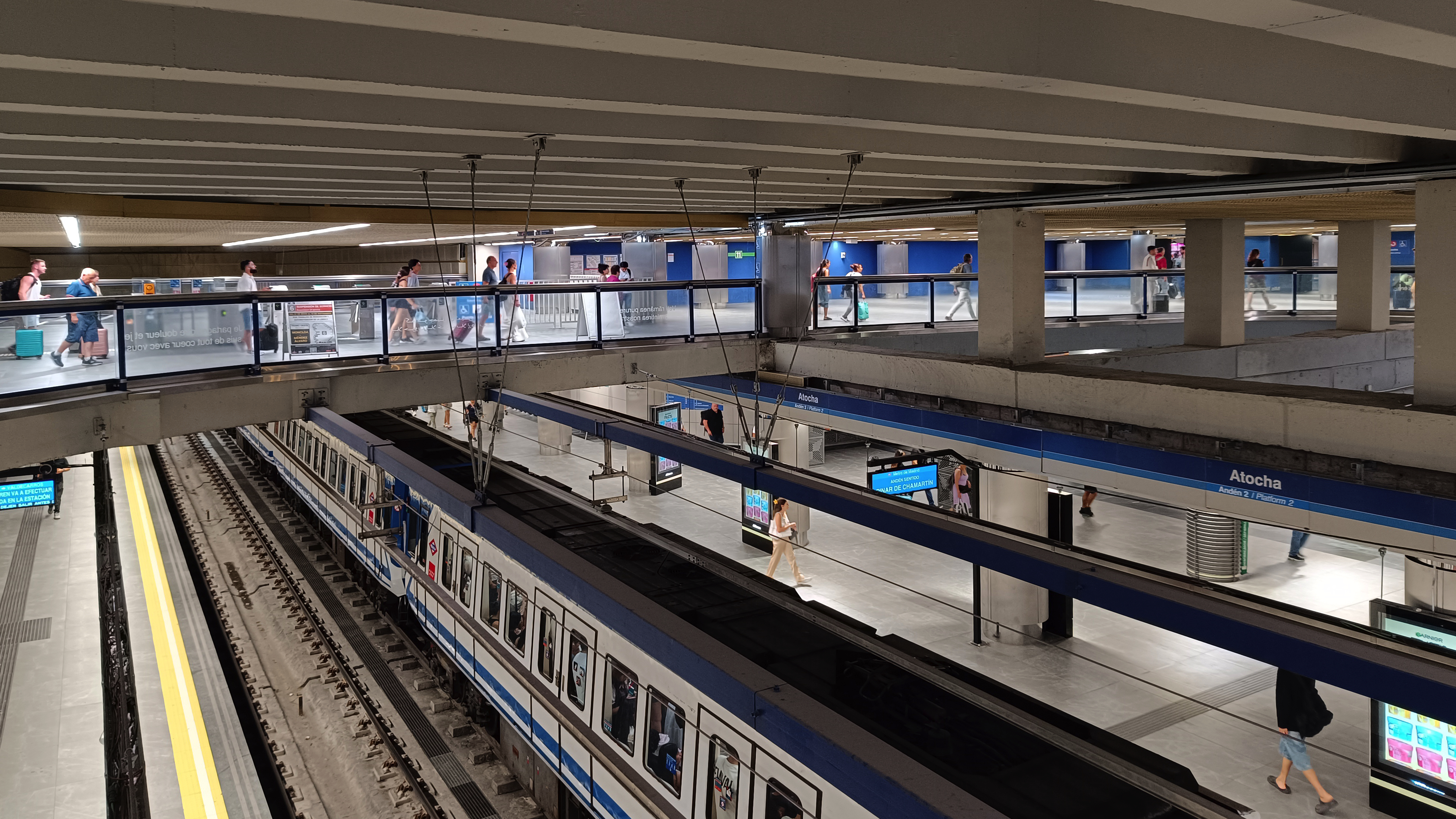

### Intermodalité
Elle est en correspondance directe par des couloirs souterrains les deux terminaux Atocha-Cercanías et Puerta de Atocha de la gare de Madrid-Atocha. Ils sont desservis par des trains : grandes lignes, moyennes distances et banlieue (Cercanias).
À proximité, des arrêts de bus urbains EMT sont desservis par les lignes : diurnes : 1, 10, 14, 19, 24, 26, 32, 37, 47, 54, 57, 55, 59, 85, 86, 102, 247, E1, Exprés Aeropuerto, 001, C1 et C2 ; nocturnes : N9, N10, N11, N13, et N25.

## À proximité
- Jardin botanique royal de Madrid
- Observatoire Royal de Madrid (es)
- Palacio de Fomento (es)
- Musée national centre d'art Reina Sofía
- Musée national d'Anthropologie